# Demostene Russo
Demostene Russo (n. 22 ianuarie 1869, Peristerion,  Grecia- d. 5 octombrie 1938, București, România) a fost un istoric și filolog român, specialist în bizantinologie, fost profesor de cultură bizantină la Universitatea din București și membru al Academiei Române.

## Distincții
- Ordinul „Coroana României” în gradul de Comandor (31 mai 1932)[2]

## Opera
- Studii bizantino-române, București, 1907;
- Studii și critici, 1910;
- Din corespondența doamnei Ana Racoviță, 1911;
- Critica textelor și tehnica edițiilor, 1912;
- Elenismul în România, 1912;
- Filologia greacă medie și modernă la Universitatea din București, 1913;
- Datoria criticii și bilanțul unei activități științifice, 1914;
- Cronica Ghiculeștilor. Un nou letopiseț al Moldovei (1695-1754), 1915;
- Un bizantolog improvizat, 1916;
- Studii istorice greco-române, 1939